# The Aquarium
The Aquarium — інді-рок гурт з Вашингтона, округ Колумбія, США. Гурт існував у 2001-2006 роках.

## Історія
Гурт The Aquarium був заснований у 2001 році.
Їхню музику описують як «захоплюючу, яскраву та трохи дивну».
The Aquarium гастролював лише один раз, але, тим не менше, гурт отримав прихильників у рідному місті. Дебютний однойменний альбом гурту вийшов на лейблі Dischord Records у жовтні 2006 року.
В 2009 році гурт випустив сингл Performer з двох пісень (7" вінілова платівка).
Окрім виступів з гуртом The Aquarium, Лаура Гарріс також грає на барабанах в гурті Ex Hex та в гастрольному гурті співака Benjy Ferree. 
Джейсон Хатто гастролював з дуетом E.D. Sedgwick (Justin Moyer — бас, Ryan Hicks — барабани) та грав на гітарі в гурті Motor Cycle Wars, а згодом став учасником гурту Soccer Team.

## Склад гурту
- Джейсон Хатто (Jason Hutto) — електричне фортепіано, клавішні, вокал;
- Лаура Гарріс (Laura Harris) — ударні.[3]

## Дискографія

### Альбоми, сингли
- The Aquarium (2006) (альбом, Dischord)
- Performer (2009) (сингл, Dischord)

### Збірка різних виконавців
- Box Set Bonus Tracks 2000 —2008 (трек White House, Dischord)